# Верный советник
«Ве́рный сове́тник» или «Че́стный сове́тник» (порт. Leal Conselheiro) — единственный средневековый манускрипт XV века, содержащий этико-философский трактат короля Португалии Дуарте I около 1437 года. Трактат является первым сочинением по философии этики Португалии, ценным памятником дидактической прозы португальской литературы, источником этических наставлений для знати эпохи позднего Средневековья. Вторая часть рукописи включает «Книгу по обучению умелой верховой езде в любом седле» (порт. Livro da Ensinança de Bem Cavalgar Toda Sela). Оба произведения на русский язык не переведены. Рукопись была обнаружена в 1820-х годах, первое печатное издание вышло в 1842 году в Париже, в настоящее время хранится в Париже в Национальной библиотеке Франции под шифром Portugais 5.

## Описание
Декларативно нравоучительное наставление было скомпилировано в 1437 или 1438 году, содержало описания норм и моделей поведения и предназначалось для знати включая принцев крови. В прологе представлена психологическая теория в духе томизма, согласно которой рассудочное желание доминирует над иными движениями души, после чего изложен трактат о добродетелях и грехах (тщеславии, зависти, гневе, ненависти, грусти, отвращении, скорби, недовольстве, скуке, печали). Манускрипт принадлежал Элеоноре Арагонской либо Альфонсу V Арагонскому, хранился в библиотеке арагонских королей. Затем книга досталась французскому королю Карлу VIII, который в 1495 году перевёз её в замок Амбуаз, после чего рукопись поступила в Национальную библиотеку Франции.
Рукопись была составлена в Португалии, выполнена красивым наклонным почерком готического письма. Манускрипт содержит 128 листов пергамента лучшего качества (велень). На первых двух листах указано содержание. Трактат занимает с 3 по 96 листы, после чего на листах 99—128 записано руководство по верховой езде. Листы разлинованы в 2 колонки по 42 или 43 строки. На трёх листах (f. 3, f. 4v, f. 89) растительный орнамент богато раскрашенных инициалов (золотом, голубым, розовым, жёлтым и зелёным) располагается по всей высоте колонки. В иных случаях орнаментированные инициалы выполнены только красным или голубым цветом, но не раскрашены. Рубрики (названия глав) выделены красным, так же как и некоторые заглавные литеры.

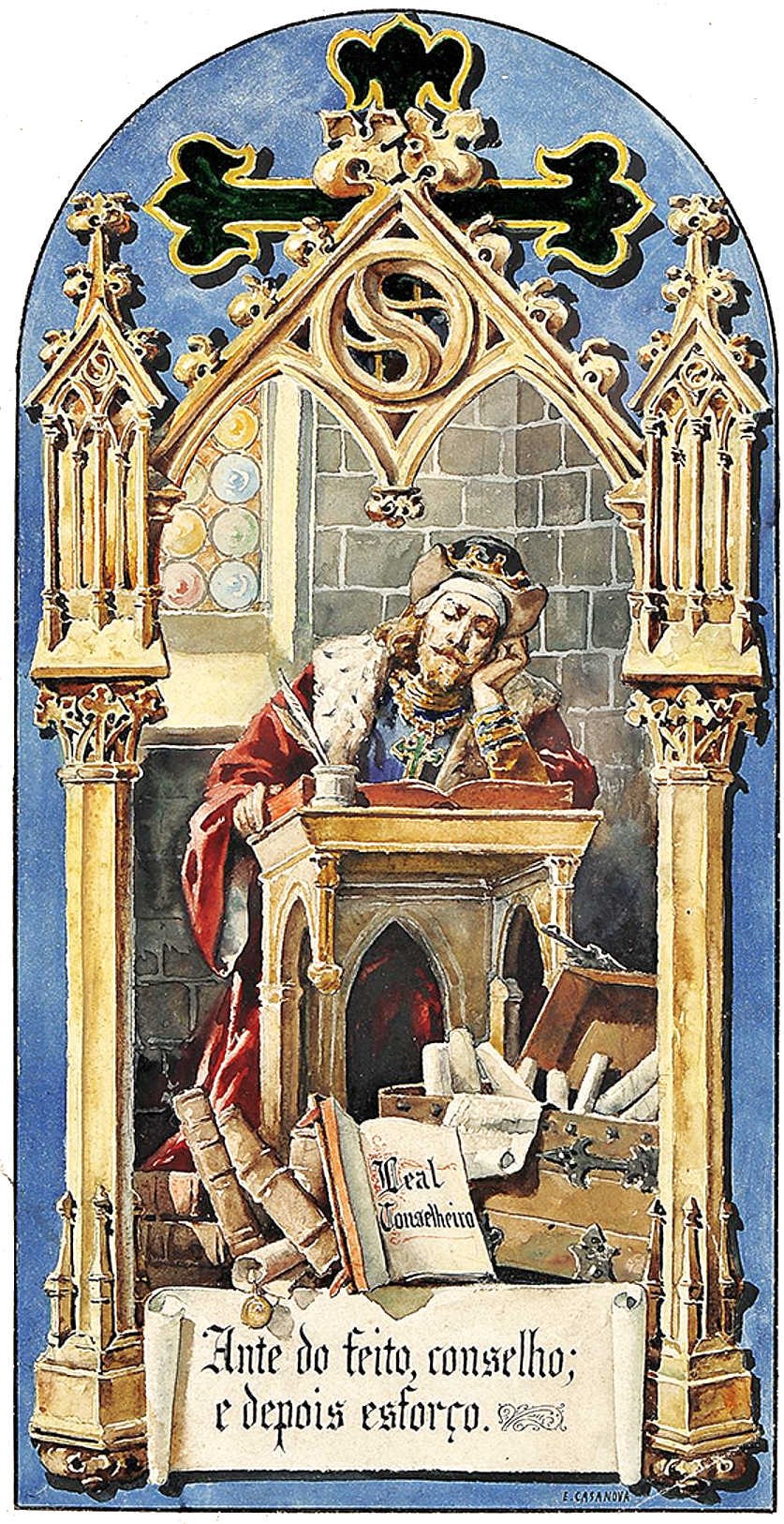
Романтическое представление Энрике Казановы о процессе работы Дона Дуарте над трактатом, 2-я половина XIX века

В преамбуле Дон Дуарте указал, что сочинение создавалось по предложению его супруги, королевы Элеоноры. Трактат содержит 103 главы. Автор обозначал жанр труда как этико-философский трактат, определяя его в прологе и заключении как «азбуку верности» (ABC da lealdade). Под «A» подразумевались возможности и пристрастия каждого индивида, под «B» — получаемая приверженцами добродетелей и доброжелательности польза, и под «C» — приносимые грехами зло и напасти. Сочинение рассматривается также как этико-политический трактат по управлению государством. При составлении сочинения автор не придерживался определённого плана. Исследователи полагают, что король диктовал его содержание в последние годы своей жизни, основывая свои выводы не столько на прочитанных книгах, сколько на собственном жизненном опыте.
В источниках на русском языке встречаются два варианта перевода названия: «Верный советник» и «Честный советник», что обусловлено ёмкостью термина порт. lealdade, имеющего в зависимости от контекста значения «верность», «честность», «искренность», «лояльность». Дон Дуарте распространял необходимость наличия данной добродетели на различные слои населения королевства, начиная от личности отдельного индивида относительно его верности Богу, переходя к отношениям мужа и жены (верность/честность), родителей и детей в семье (честность/искренность), затем к уровню города среди членов общества (честность/искренность), и заканчивая государством между подданными и королём (верность/лояльность). Наиболее насущным требованием на всех уровнях общества король считал «сохранение верности Господу», в которой также присутствуют честность и искренность. Такое ёмкое понятие «верности» (порт. lealdade) становится центральным ядром при создании текста и может расцениваться в качестве «метода» мыслетворчества короля, поскольку «всё написано искренне». Ход размышлений короля развивался в трёх планах в зависимости от источника вдохновения: от чтения хороших книг, от бесед, от опыта увиденного и прочувствованного.
Вскоре после смерти Дона Дуарте в 1438 году рукопись была вывезена его вдовой за пределы Португалии и стала недоступна современникам. Тем не менее, были широко известны и цитировались отрывки из трактата.

## Значимость и оценки
Е. М. Вольф писала: «Трактат Leal Conselheiro („Честный советник“) Дона Дуарте — это вершина дидактической прозы первых десятилетий XV века, сочинение во многих отношениях новаторское для своей эпохи. Это моральный трактат с чётко выраженной психологической направленностью, где отражается интерес к личности человека, что составляло одну из характерных особенностей мировоззрения наступавшей эпохи Возрождения. Одновременно это классическое произведение португальской дидактической прозы отмечает один из решающих этапов в формировании письменно-литературного языка. Говоря о языке первой половины XV века, обычно имеют в виду в первую очередь Leal Conselheiro». Сочинение продиктовано королём и составлено по канонам латинской схоластической литературы.
Согласно Антониу Жозе Сарайве, «Португальскую литературу принято считать самостоятельной как выделившейся из общей литературы Пиренейского полуострова с приходом Ависской династии. Начало тому было положено творчеством Дона Дуарте с возникновением собственной оригинальной португальской поучительной прозы и хрониками Фернана Лопеша при формировании национальной историографии». В первой половине XV века литературная деятельность фокусировалась вокруг королевского двора, когда в ней доминировало меценатство, Д. Дуарте и другие принцы собирали библиотеки, переводились сочинения античных авторов. С приходом Ависской династии при дворе возрос интерес к проблемам теоретическим и наставническим, религиозным и политическим, моральным (нравственным) и даже психологическим. Труд Дона Дуарте продолжил серии технических и дидактических трактатов, наставлений и руководств времён предшествовавших португальских королей: Дона Жуана I — «Книги об охоте на вепря» (Livro da Montaria), Дона Фернанду — «О соколиной охоте» (Livro de Falcoaria, Pêro Menino), Диниша I — «Книги о ветеринарии» (Livro de Alveitaria, Mestre Giraldo) и «Книги об охоте ловчими птицами» (Livro de Cetraria).
Педру Калафате отметил, что некоторые критики считают сочинение Дона Дуарте первым философским эссе на португальском языке. Его автор использовал метод, который в наши дни можно было бы назвать феноменологическим, уточнял семантику понятий, относящихся к различным проявлениям грусти, и, погружаясь в размышления над изменчивым опытом, методически регистрировал свои выводы. В такой манере впервые в португальской литературе автор попытался проанализировать свою внутреннюю жизнь, собственную личность, заинтересовать читателей проблемами, поставленными ощущением своего существования. Именно Дон Дуарте впервые в португальской литературе попытался определить понятие «саудаде» как выражение амбивалентного чувства и стремился ввести это слово в иностранные языки.

## Издания
- Leal Conselheiro, o qual fez dom Duarte rei de Portugal, seguido do Livro da Ensinança de Bem Cavalgar Toda Sella :  [порт.] / José Ignacio Roquete, pref. Visconde de Santarém. — 1.ª ed. — Paris : J. P. Aillaud, 1842. — 672 p.
- Leal Conselheiro e Livro da Ensinança de bem cavalgar toda sela, escritos pelo Senhor D. Duarte :  [порт.] / Ed. [Francisco António Campos]. — Lisboa : Typographia Rollandiana, 1843. — 336+119 p.
- Leal Conselheiro o qual fez Dom Eduarte :  [порт.] / Edição crítica acompanhada de notas e dum glassário e prefácio por Joseph M. Piel. — Lisboa : Livraria Bertrand, 1942.
- D. Duarte. Leal Conselheiro :  [порт.] / Edição crítica, introdução e notas por Maria Helena Lopes de Castro. — Lisboa : Imprensa Nacional-Casa da Moeda, 1998.
- Leal Conselheiro (порт.). Board of Regents of the University of Wisconsin System. Дата обращения: 19 января 2020. Electronic Edition, 2012.